# آغچه بلاغ
آقچه بلاغ روستایی در دهستان هندودر بخش سربند شهرستان شازند استان مرکزی ایران است.

## جمعیت
بر پایه سرشماری عمومی نفوس و مسکن در سال ۱۳۹۵ جمعیت این روستا ۸۷ نفر (۲۸خانوار) بوده‌است.